# Erbach (Odenwald)
Erbach är en stad i Odenwaldkreis i det tyska förbundslandet Hessen. Erbach, som för första gången nämns i ett dokument från år 1095, har cirka 14 000 invånare.